# Gare de Saint-Étienne-du-Rouvray
Gare de Saint-Étienne-du-Rouvray vasútállomás Franciaországban, Saint-Étienne-du-Rouvray településen.

## Vasútvonalak
Az állomást az alábbi vasútvonalak érintik:
- Párizs–Le Havre-vasútvonal

## Kapcsolódó állomások
A vasútállomáshoz az alábbi állomások vannak a legközelebb:
- Gare de Sotteville
- Gare d’Oissel
- Gare de Rouen-Rive-Droite